# Matsushita Toshihiro
Toshihiro Matsushita (松下 年宏 Matsushita Toshihiro, sinh ngày 17 tháng 10 năm 1983 ở Kagoshima) là một cầu thủ bóng đá người Nhật Bản hiện tại thi đấu cho Kagoshima United FC.

## Thống kê sự nghiệp câu lạc bộ
Cập nhật đến ngày 23 tháng 2 năm 2018.
| Thành tích câu lạc bộ | Thành tích câu lạc bộ | Thành tích câu lạc bộ | Giải vô địch | Giải vô địch | Cúp                   | Cúp                   | Cúp Liên đoàn | Cúp Liên đoàn | Châu lục | Châu lục  | Tổng cộng | Tổng cộng |
| Mùa giải              | Câu lạc bộ            | Giải vô địch          | Số trận      | Bàn thắng    | Số trận               | Bàn thắng             | Số trận       | Bàn thắng     | Số trận  | Bàn thắng | Số trận   | Bàn thắng |
| Nhật Bản              | Nhật Bản              | Nhật Bản              | Giải vô địch | Giải vô địch | Cúp Hoàng đế Nhật Bản | Cúp Hoàng đế Nhật Bản | J. League Cup | J. League Cup | AFC      | AFC       | Tổng cộng | Tổng cộng |
| --------------------- | --------------------- | --------------------- | ------------ | ------------ | --------------------- | --------------------- | ------------- | ------------- | -------- | --------- | --------- | --------- |
| 2002                  | Gamba Osaka           | J1 League             | 5            | 0            | 0                     | 0                     | 1             | 0             | -        | -         | 6         | 0         |
| 2003                  | Gamba Osaka           | J1 League             | 5            | 0            | 0                     | 0                     | 1             | 0             | -        | -         | 6         | 0         |
| 2004                  | Gamba Osaka           | J1 League             | 4            | 0            | 2                     | 0                     | 1             | 0             | -        | -         | 7         | 0         |
| 2005                  | Gamba Osaka           | J1 League             | 14           | 0            | 3                     | 0                     | 7             | 0             | -        | -         | 24        | 0         |
| 2006                  | Gamba Osaka           | J1 League             | 1            | 0            | -                     | -                     | 0             | 0             | -        | -         | 1         | 0         |
| 2006                  | Albirex Niigata       | J1 League             | 19           | 3            | 2                     | 0                     | -             | -             | -        | -         | 21        | 3         |
| 2007                  | Albirex Niigata       | J1 League             | 25           | 0            | 0                     | 0                     | 4             | 0             | -        | -         | 29        | 0         |
| 2008                  | Albirex Niigata       | J1 League             | 28           | 2            | 0                     | 0                     | 5             | 0             | -        | -         | 33        | 2         |
| 2009                  | Albirex Niigata       | J1 League             | 34           | 4            | 3                     | 1                     | 6             | 2             | -        | -         | 43        | 7         |
| 2010                  | F.C. Tokyo            | J1 League             | 21           | 1            | 3                     | 1                     | 4             | 0             | -        | -         | 28        | 2         |
| 2011                  | Vegalta Sendai        | J1 League             | 26           | 2            | 3                     | 0                     | 4             | 0             | -        | -         | 33        | 2         |
| 2012                  | Vegalta Sendai        | J1 League             | 26           | 1            | 2                     | 0                     | 7             | 1             | -        | -         | 35        | 2         |
| 2013                  | Vegalta Sendai        | J1 League             | 26           | 2            | 3                     | 1                     | 2             | 1             | 2        | 0         | 33        | 4         |
| 2014                  | Yokohama FC           | J2 League             | 29           | 5            | 1                     | 0                     | -             | -             | -        | -         | 30        | 5         |
| 2015                  | Yokohama FC           | J2 League             | 35           | 4            | 2                     | 1                     | -             | -             | -        | -         | 37        | 5         |
| 2016                  | Yokohama FC           | J2 League             | 10           | 0            | 2                     | 1                     | -             | -             | -        | -         | 12        | 5         |
| 2017                  | Kagoshima United FC   | J3 League             | 14           | 1            | 2                     | 0                     | -             | -             | -        | -         | 16        | 1         |
| Tổng cộng sự nghiệp   | Tổng cộng sự nghiệp   | Tổng cộng sự nghiệp   | 322          | 25           | 28                    | 5                     | 42            | 4             | 2        | 0         | 394       | 34        |